# Сјенина Ријека (Добој Исток)
Сјенина Ријека је насељено мјесто у општини Добој-Исток, Босна и Херцеговина

## Историја
До рата, Сјенина Ријека је у цјелини била у саставу општине Добој.

## Становништво
|             | 2013.      | 1991.         |
| Укупно      | 0 (0,000%) | 679 (100,0%)  |
| Бошњаци     | –          | 612 (90,13%)1 |
| Срби        | –          | 40 (5,891%)   |
| Остали      | –          | 14 (2,062%)   |
| Југословени | –          | 10 (1,473%)   |
| Хрвати      | –          | 3 (0,442%)    |

1. 1 На пописима од 1971. до 1991. Бошњаци су пописивани углавном као Муслимани.